# La Noguerola (Viladrau)
La Noguerola és una masia de Viladrau (Osona) inclosa a l'Inventari del Patrimoni Arquitectònic de Catalunya.

## Descripció
Masia de planta rectangular (19x9), coberta a dues vessants (la de llevant més extensa) amb el carener perpendicular a la façana situada a migdia. Consta de planta i primer pis i golfes; les obertures són de gres (vermell i groc). S'hi observen diverses etapes constructives. La façana principal presenta un portal rectangular amb llinda escripturada i datada, dos portals rectangulars laterals i una finestra a la planta. El primer pis presenta dues finestres amb ampit motllurat (la de sobre el portal és escripturada), una que dona accés al porxo i una de totxo,. Sota el carener, a les golfes, una finestreta. Adossat a la part dreta de la façana hi ha un cos de porxos (2x8) seguint la mateixa vessant, sostingut per un pilar de pedra picada rectangular (gres) amb el carreu del primer pis datat (1862). Sota el porxo, a la planta, hi ha un portal rectangular amb llinda de fusta escripturada i datada. La façana E, molt baixa degut al desnivell, presenta un petit portal amb llinda de fusta. La façana N adossada parcialment al pendent, presenta petites obertures amb forjat. En aquest sector hi ha un petit pontet de totxo que dona accés a les golfes. La façana O presenta dos contraforts i una espiera a la planta; una obertura de totxo al primer pi, i una finestreta de pedra picada a les golfes.
Cabana d'era de planta rectangular (5x12) coberta a doble vessant amb el carener perpendicular a la façana de migdia sostingut per un encavallament de bonica factura. Consta de planta i primer pis. La façana principal presenta a la planta un mur i un pilar de pedra picada centrals i dos pilars al primer pis, semblants als del porxo de la casa. Hi ha dos carreus datats, un en el mur esquerre (1870) i un altre al pilar de la dreta (1892). El sector esquerre de la planta està parcialment tapat amb un mur de totxanes. Les façanes E, N i O estan parcialment adossades al desnivell del terreny i no presenten obertures llevat d'un petit portal rectangular amb llinda de fusta a la façana E, que dona accés al primer pis.

## Història
Masia del segle xviii relacionada amb l'antic mas de L'Estrany que probablement formava part dels 82 masos que existien en el municipi pels volts de 1340, segons consta en els documents de l'època. El trobem registrat en els fogatges de la "Parròquia i terme de Viladrau fogajat a 6 de octubre 1553 per Joan Masmiguell balle com apar en cartes 230", juntament amb altres 32 que continuaven habitats després del període de pestes, on consta un tal "Joan Strany". Actualment pertany a la propietat de Masvidal.